# Holograf 2
"Holograf 2", cunoscut și sub numele de "albumul II", este un album realizat de formația rock românească Holograf, lansat în anul 1987 la casa de discuri Electrecord. 
Albumul a fost înregistrat în mai multe etape, începând cu anul 1985 (în care Dan Bittman venise de la Iris, la Holograf), în care au fost înregistrate primele melodii cu Dan Bittman la voce, prima fiind "Viața va învinge" (prezentată ulterior la festivalul Mamaia '85, mai apoi, obținând și premiu), iar a doua fiind "Vino" (slagărul memorabil al trupei, prezentat și filmat oficial la Revelionul TVR, difuzat în data de 1 ianuarie 1986). 
Următoarele melodii înregistrate, începând cu anul 1986, sunt (în ordine cronologică): "Lumea de vis" (o melodie care exemplifică concret stilul specific al trupei), "Cu fiecare clipă" (un remake al melodiei "Lumea", de pe Holograf 1), "Pacea nu-i un simplu joc" (face parte din categoria melodiilor de referință, ca stil), fiind urmate de hit-urile "Luminile rampei" (care va fi melodia anului 1986), "Umbre pe cer" (prezentă de mai multe ori în top-uri, o piesă de mare succes), iar seria de înregistrări se încheie cu o melodie compusă de Mihai Pocorschi pentru formația în care activa (bineînțeles, Holograf), în vremea când ei cântau la Cenaclul Flacăra - "Balada pescarului amator" (deși a fost înregistrată spre finalul anului 1986, nu s-a difuzat la radio decât după lansarea discului).
Melodiile sunt semnate de Mihai Pocorschi și, ulterior de Emilian Petroșel și Antonio Furtună, iar singura care nu le aparține este "Viața va învinge" (muzica: Romeo Vanica, versuri: Dan Verona). Versurile sunt scrise tot de Mihai Pocorschi, cu excepția melodiei "Cu fiecare clipă", care are textul scris de către Emilian Petroșel și Dan Bittman. După detaliile coperții din spate, vom observa lipsa unei componențe concrete. Motivul Electrecordului de a renunța la notarea formulei din 1986 este datorată plecării lui Mihai Pocorschi din trupă (bolnav de hepatită) și înlocuirea sa cu Ion "Nuțu" Olteanu, pe lângă asta, lipsa lui Mihai "Marti" Popescu din trupă la momentul lansării discului. Primele două înregistrări din 1985 l-au avut pe Mihai Pocorschi la chitară, mai mult de-atât, ca lider. Restul de șase melodii au fost înregistrate cu Ion Olteanu, zis și Nuțu. Linia de chitară bas îi aparține în totalitate lui Marti Popescu, iar sintetizatoarele, respectiv bateria, lui Antonio Furtună, respectiv Emilian Petroșel.
După plecarea lui Marti Popescu din trupă (în ianuarie 1987), discul "Holograf 2" este lansat, cele opt melodii fiind materialul portivit pentru un nou album. Acesta reprezintă o încercare de a integra trupa într-un stil, pe lângă asta, trecerea de la stilul Mihai Pocorschi la glam-ul Holograf.
Prima editare a albumui a fost în două formate: pe disc de vinil și pe casetă audio, variantă care conține două melodii-extra ("Singurătatea astronautului" și "Balada controlorului") extrase de pe primul album, ambele având muzica compusă de Mihai Pocorschi. 

## Lista pieselor

### Fața 1
| Nr. | Titlu                                                                           | Autor(i)                                             | Lungime                |  |
| 1.  | „Cu fiecare clipă”                                                              | Emilian Petroșel, Dan Bittman / Mihai Pocorschi      | 4:17                   |  |
| 2.  | „Umbre pe cer”                                                                  | Emilian Petroșel / Antonio Furtună / Mihai Pocorschi | 5:52                   |  |
| 3.  | „Pacea nu-i un simplu joc”                                                      | Emilian Petroșel / Antonio Furtună / Mihai Pocorschi | 3:11                   |  |
| 4.  | „Viața va învinge”                                                              | Dan Verona / Romeo Vanica                            | 4:15                   |  |
| 5.  | „Singurătatea astronautului (doar pe caseta audio; extrasă de pe primul album)” | Emilian Petroșel / Antonio Furtună / Mihai Pocorschi | nu apare notată durata |  |

### Fața 2
| Nr. | Titlu                                                                     | Autor(i)                                             | Lungime                |  |
| 1.  | „Luminile rampei”                                                         | Emilian Petroșel / Antonio Furtună / Mihai Pocorschi | 4:57                   |  |
| 2.  | „Balada pescarului amator”                                                | Emilian Petroșel / Antonio Furtună / Mihai Pocorschi | 5:30                   |  |
| 3.  | „Lumea de vis”                                                            | Emilian Petroșel / Antonio Furtună / Mihai Pocorschi | 5:00                   |  |
| 4.  | „Vino”                                                                    | Emilian Petroșel / Antonio Furtună / Mihai Pocorschi | 4:19                   |  |
| 5.  | „Balada controlorului (doar pe caseta audio; extrasă de pe primul album)” | Emilian Petroșel / Antonio Furtună / Mihai Pocorschi | nu apare scrisă durata |  |

Notă: Toate melodiile de pe albumul curent (excepând cele două extrase de pe cel anterior) au fost înregistate la Radio România sau în Televiziunea Română, deși acest lucru nu este menționat

## Componență
- Dan Bittman - voce
- Ion „Nuțu” Olteanu - chitară
- Mihai „Marti” Popescu - chitară bas
- Antonio Furtună - claviaturi
- Emilian Petroșel - percuție
- Mihai Pocorschi - chitară (selectiv, melodiile "Viața va învinge", "Vino" și cele extrase de pe primul album), compozitor și textier

## Piese aflate în topuri
Top Săptămîna:
- Umbre pe cer(11 decembrie 1986 - 12 februarie 1987) - #1

Referendum Top Săptămîna '86:
- Luminile rampei (figurând cu numele "Singur pe drum") - #1
- Umbre pe cer - #3
- Pacea nu-i un simplu joc - #10

## Legături externe
- - Recenzii Holograf 2
- Arhivat în 31 mai 2014, la Wayback Machine. - Muzici și faze: Holograf 2